# 恋活 (テレビドラマ)
恋活（こいかつ）は、2022年12月27日から12月31日までTOKYO MXで、18:15 - 18:30に放送されたテレビドラマ。

## 出演者
- 池山春樹 - 丈太郎
- 木村結奈 - 古野美優
- 内藤良太 - 高橋龍輝
- 池山英二 - 増本庄一郎
- 若松圭 - 山口森広
- 椎名紗希 - 河路由希子
- 内藤麗子 - 林ななか
- 山崎史織 - 太田みづき
- ダイヤモンド今井 - ダイヤモンド今井

## 放送リスト
|        | 放送日   | 放送時刻      | 参考 |
| ------ | -------- | ------------- | ---- |
| 第1話  | 12月27日 | 18:15 - 18:30 |      |
| 第2話  | 12月28日 | 18:15 - 18:30 |      |
| 第3話  | 12月29日 | 18:15 - 18:30 |      |
| 第4話  | 12月30日 | 18:15 - 18:30 |      |
| 最終話 | 12月31日 | 18:15 - 18:30 |      |

## 楽曲
- オープニング曲：おむすびコロコロ「オレンジになりたい僕」（TARO☆Records）
- エンディング曲：安斉かれん 「YOLOOP」（avex trax）
- 挿入歌：ももすももす「宵待花(よいまちばな)」（Sony Music Labels Inc.）
- イメージソング：木村結香「恋活」

## スタッフ
- 原作 - 木村結香
- 脚本 - 小池匠、木村結香
- 撮影 - 西岡空良
- 撮影アシスタント - 大西恵太、篠崎亮太
- 照明 - 河本隆一
- 録音 - 渡邉直人
- ロゴ - 吉井しげみ
- 音楽 - 松浦洋介
- MA - 椛澤泰裕
- スタイリスト - 兼石真那
- ヘアメイク - 小池絢音
- ロケコーディネート - 加藤一詞
- 音楽コーディネート - 水沢健太郎、原島泰広
- 編集 - 細川敬志
- 技術協力 - BEAM
- 制作協力・音楽協力 - ブレインウォッシュ
- 撮影協力 - テックス、東京カメラ機材レンタル、フロンティアエンタープライゼス、Creators Laboratory、シネレントジャパン、八重樫肇春、大西健之、LinNa HEALTHY LIFESTAYLE、珈琲倶楽部•田、加藤佑馬、本町会館
- 協力 - 三菱食品、フジリビング、Tokyo Salt Roll、浪川荘
- 衣装協力 - UNE MANSION、FOLLOWIN、KEBOZ、W closet、Honeys、Centimeter、山久、住商モンブラン、ALICE and the PIRATES 、BABY THE STARS、西海岸
- 特別協力 - さぁーちゃん、いけもっちゃん、koyota_san、SAO、rieko、RYUKI OSHI !!、槙 俊和、山下沙織
- キャスティング協力　ネオホドス大竹孝幸
- 制作主任 - 松浦洋介
- 制作 - 張世憲、越間陽貴、細野真平
- デスク - 飯田英士（TOKYO MX）
- 演出 - 小池匠
- プロデューサー - 哘誠（TOKYO MX）、高木征太郎
- 企画・プロデュース - 高木征太郎
- 制作 - 東京コンテンツラボ
- 製作著作 - 「恋活」製作委員会（TOKYO MX・東京コンテンツラボ）